# قاعدة الوليد الجوية
قاعدة الوليد الجوية أو قاعدة ج/3 (H3) هي قاعدة جوية ستراتيجية عراقية في مركز قضاء الرطبة في محافظة الأنبار غرب العراق، قريبة من الحدود الأردنية، والسورية، والسعودية، المسافة بين القاعدة وبين مدينة الرطبة 40 كيلومتراً تقريباً، وفي محافظة الأنبار أربع قواعد جوية ستراتيجية، أقدمهن قاعدة الوليد، المسافة بينها وبين منفذ طريبيل الحدودي 50 كيلومتراً، قبل وقوع حرب 1967 كانت القاعدة مستعدة للمشاركة في حرب تشرين، واستعملت منطلقاً للطائرات العراقية لقصف إسرائيل، وأغارت على القاعدةَ ثماني طائراتٍ إسرائيلية في يوم 6 حزيران سنة 1967، قال العقيد قحطان السامرائي "بعد قصف القواعد الجوية الأردنية التحق الضباط الطيارون الأردنيون في قاعدة الوليد الجوية العراقية على الحدود الأردنية"، المسافة بين القاعدة وبين إسرائيل هي 450 كيلومتراً خط طيران، تكفي لتعبئة الوقود مرة واحدة مع الخزانات الإضافية والانطلاق الجوي من القاعدة إلى إسرائيل والعودة، وأسقط الطيار الأردني إحسان شردم طائرتين إسرائيليتين حين كانتا تطيران فوق قاعدة الوليد، وقال اللواء الركن الطيار كوركيس هرمز سادة "كان لدي أربعة طيارين أسرى إسرائيليين، أسقطناهم في قاعدة الوليد الجوية في حرب الـ 67، رائد عزرا آمر سربهم مات ودفناه في القاعدة وثلاثة جلبناهم الى بغداد"، وفي حرب القادسية الثانية بين العراق وإيران، شنّت القوة الجوية الإيرانية غارة على قاعدة الوليد، قال الرئيس صدام حسين في رسالة مرسلة إلى رئيس مجلس النواب الأردني "كما لا ينسون، أيضاً أن النظام في سورية قدم التسهيلات في 4 نيسان 1981 للطيران الإيراني للإغارة على قاعدة الوليد الجوية في أقصى غرب العراق، تلك القاعدة التي كانت قد أُنشئت أصلاً لتقديم العون للقوات المسلحة السورية والأردنية في إطار خطة الجبهة الشرقية في الستينات والسبعينات…"، قال عبد العزيز بن عبد الله الخويطر في كتابه (وسم على أديم الزمن) "وأثناء بقائي في بغداد، انتظاراً لمقابلة الرئيس حدثت غارتان، ولكن الطائرات العراقية صدتها. وكان سفيرنا لدى العراق في تلك الحقبة الشيخ أحمد الكحيمي، أو الأخ طراد العبدالله الحارثي، وأذكر أنه لما بدأت الغارة حث على أن ننزل تحت في الصالة، وأن هذه هي التعليمات، فقلت : الأفضل أن نبقى في جناحنا، إلا إذا طلب منا المسؤولون النزول، وبقينا في مكاننا ، ومر الأمر بسلام، والحمد لله وفي هذه الرحلة، أو رحلة أخرى لاحقة عندما أقلعنا من قاعدة الوليد في العراق وبعد أن استوينا في الجو، فتح الطيار جهاز الاستقبال، وسمع إنذارا بأن غارة جوية قد بدأت، وأن الطيران ممنوع، وأن الضرب حر، فعدنا إلى المطار، وقعدت في غرفة قائد القاعدة، ولاحظت فرحة الطيارين والجند لأن لهم عدة أيام لم يقوموا بمجهود حربي فكانت هذه الإغارة بمثابة المطر على الأرض المالحة". وفي معركة أم المعارك (حرب الخليج الثانية) سنة 1991 كانت قاعدة الوليد ضمن مركز عمليات القطاع الثاني وكان في القاعدة 8 أو 10 بطاريات سام متوسطة المدى، وصواريخ سام متنقلة قصيرة المدى وبطاريات مدفعية مضادة للطائرات. صارت قاعدة الوليد مقراً لقيادة عمليات الجزيرة والبادية ثم احتل القاعدةَ تنظيمُ الدولة الإسلامية (داعش)، ثم استعادتها الحكومة العراقية، وفي يوم 11 شباط سنة 2019 قال المحلل الأمني والعسكري حامد العكاشي إنه «للقوات الأمريكية ثلاث قواعد رئيسة في الأنبار وأهمها قاعدة عين الأسد في ناحية البغدادي وقاعدة الحبانية شرقي الرمادي وقاعدة الوليد بين القائم والرطبة»،

## معنى اتش ثري

مسار أنبوب النفط ومحطاته من كركوك إلى حيفا

قالت مجلة وندرز أوف ورلد انجينيرنك (Wonders of World Engineering) "النفط مادة سائلة فلا تتدفق في الأنابيب إلا بالجاذبية، والأنابيب ترتفع وتنخفض، فكان لزاماً أن تُبنى محطات ضخ على طول الطريق لضمان الضخ، فأُنشئت 12 محطة موزعة على طول مسار الأنبوب، يتراوح التباعد بين كل محطة بين 50 إلى 150 ميلاً، منها 3 محطات كي 1 وكي 2 وكي 3، سُميت على الحرف الأول من اسم كركوك التي ينطلق منها النفط، وفي مسار الأنبوب محطات اتش 1 واتش 2 واتش 3، سُميت على الحرف H الإنكليزي الذي تبدأ به كلمة مدينة حيفاً التي كان النفط يصل إليها، وفي المسار أيضاً محطات تي وان وتي تو وتي ثري، سُميت على الحرف الذي تبدأ به مدينة طرابلس Tripoli".